# Arquian
Arquian és un municipi francès, situat al departament del Nièvre i a la regió de Borgonya - Franc Comtat. L'any 2007 tenia 600 habitants.

## Demografia

### Població
El 2007 la població de fet d'Arquian era de 600 persones. Hi havia 272 famílies, de les quals 84 eren unipersonals (40 homes vivint sols i 44 dones vivint soles), 84 parelles sense fills, 64 parelles amb fills i 40 famílies monoparentals amb fills.
La població ha evolucionat segons el següent gràfic:
Habitants censats

### Habitatges
El 2007 hi havia 432 habitatges, 271 eren l'habitatge principal de la família, 114 eren segones residències i 47 estaven desocupats. 425 eren cases i 7 eren apartaments. Dels 271 habitatges principals, 220 estaven ocupats pels seus propietaris, 40 estaven llogats i ocupats pels llogaters i 11 estaven cedits a títol gratuït; 2 tenien una cambra, 25 en tenien dues, 56 en tenien tres, 78 en tenien quatre i 110 en tenien cinc o més. 185 habitatges disposaven pel capbaix d'una plaça de pàrquing. A 119 habitatges hi havia un automòbil i a 104 n'hi havia dos o més.

### Piràmide de població
La piràmide de població per edats i sexe el 2009 era:
| Homes | Edats   | Dones |
| ----- | ------- | ----- |
| 0     | 95 o +  | 0     |
| 0     | 90 a 94 | 4     |
| 8     | 85 a 89 | 8     |
| 12    | 80 a 84 | 8     |
| 24    | 75 a 79 | 28    |
| 16    | 70 a 74 | 8     |
| 36    | 65 a 69 | 28    |
| 16    | 60 a 64 | 24    |
| 24    | 55 a 59 | 4     |
| 16    | 50 a 54 | 20    |
| 28    | 45 a 49 | 28    |
| 16    | 40 a 44 | 32    |
| 16    | 35 a 39 | 8     |
| 12    | 30 a 34 | 12    |
| 16    | 25 a 29 | 8     |
| 16    | 20 a 24 | 4     |
| 20    | 15 a 19 | 24    |
| 16    | 10 a 14 | 32    |
| 4     | 5 a 9   | 16    |
| 8     | 0 a 4   | 4     |

## Economia
El 2007 la població en edat de treballar era de 376 persones, 255 eren actives i 121 eren inactives. De les 255 persones actives 225 estaven ocupades (130 homes i 95 dones) i 30 estaven aturades (8 homes i 22 dones). De les 121 persones inactives 48 estaven jubilades, 23 estaven estudiant i 50 estaven classificades com a «altres inactius».

### Ingressos
El 2009 a Arquian hi havia 283 unitats fiscals que integraven 627 persones, la mediana anual d'ingressos fiscals per persona era de 14.545 €.

### Activitats econòmiques
Dels 31 establiments que hi havia el 2007, 1 era d'una empresa alimentària, 1 d'una empresa de fabricació d'altres productes industrials, 12 d'empreses de construcció, 5 d'empreses de comerç i reparació d'automòbils, 2 d'empreses de transport, 3 d'empreses d'hostatgeria i restauració, 1 d'una empresa d'informació i comunicació, 1 d'una empresa financera, 1 d'una empresa immobiliària, 3 d'empreses de serveis i 1 d'una empresa classificada com a «altres activitats de serveis».
Dels 15 establiments de servei als particulars que hi havia el 2009, 1 era una oficina de correu, 2 tallers de reparació d'automòbils i de material agrícola, 2 guixaires pintors, 1 fusteria, 4 lampisteries, 2 electricistes, 2 restaurants i 1 agència immobiliària.
Dels 2 establiments comercials que hi havia el 2009, 1 era una botiga de més de 120 m² i 1 una botiga de menys de 120 m².
L'any 2000 a Arquian hi havia 30 explotacions agrícoles que ocupaven un total de 2.070 hectàrees.

## Equipaments sanitaris i escolars
El 2009 hi havia una escola elemental integrada dins d'un grup escolar amb les comunes properes formant una escola dispersa.

## Poblacions més properes
El següent diagrama mostra les poblacions més properes.